# Ордабасинский район
Ордабаси́нский райо́н (каз. Ордабасы ауданы) — район Туркестанской области Республики Казахстан. Ордабасинский район для казахского народа считается историческим местом, где три джуза объединились против джунгарских захватчиков.
Административный центр — село Темирлановка.
Численность населения — 114,1 тысяч человек (на 1 января 2013).
Территория района — 2726 км².
Район был создан в 1964 году как Бугунский район на основании отделения территорий от Туркестанского, Арысского, Алгабасского и Сайрамского районов. 4 мая 1993 года Постановлением Президиума Верховного Совета Казахстана Бугу́нский район был переименован в Ордабасинский район.

## Индустриально-экономический профиль
В структуре валовой продукции сельского хозяйства преобладает производство мяса, молока, выращивание зерновых и зернобобовых культур, хлопчатника, овощей и бахчевых. В районе развито производство строительных материалов, таких как жженый кирпич, гравий, клинец. В 2020 году Ордабасинском районе впервые в Казахстане началось производство органического удобрения «вермикомпост», которая способствует развитию сельского хозяйства всего Казахстана.

## Административное деление
1. Кажымуканский сельский округ
2. Бадамский сельский округ
3. Бугунский сельский округ
4. Буржарский сельский округ
5. Женисский сельский округ
6. Карааспанский сельский округ
7. Каракумский сельский округ
8. Торткольский сельский округ
9. Шубарский сельский округ
10. Сельский округ Шубарсу

## Особенности и достопримечательности
В структуре валовой продукции сельского хозяйства преобладает производство мяса, молока, выращивание зерновых и зернобобовых культур, хлопчатника, овощей и бахчевых.
Достопримечательностью района является гора Ордабасы (собственно от которого произошло название района), на которой объединились три казахских жуза против Джунгарского завоевания, во главе с Тауке-ханом и тремя казахскими биями: Толе би, Айтеке би, Казбек би.

## Акимы района
1. Омирзак Аметулы (1997—1999 годы)
2. Абишев Исламбек Алмаханович (11.2000—09.2002)
3. Байгонов Жамбыл Шыракбаевич (сентябрь 2002 года — 27 декабря 2004 г.)
4. Ендыбаев Аскар Жолдыбаевич (27 декабря 2004 г. — ?)
5. Каныбеков, Сакен Асембекович (10.2006—08.2009)
6. Кенжее Шоқан 2009-2012
7. Тлеубергенов, Данияр Избасарович — (с 2012 года — ?)
8. Мамытбеков Алмасбек Кенесбекулы (04.2016 — 08.2017)
9. Рашид Усипханович Кайпжанов (с 08.2017)
10. Жолдыбай Кайрат Жолдыбайулы (02.2019 — 07.2019)
11. Усербаев Алипбек Шарипбекович (с 07.2019 — 04.2020)
12. Турашбеков Нурбол Абдисаттарович (c 05.2020-06.2021)
13. Батыршаев Баглан Данебекович (c 06.2021-07.2022)
14. Бадыраков Нурбек Бактыбаевич (c 27.07.2022)
15. Оралбаев Азат Абдигалиевич

## Археология
- Раскопки городища Культобе близ посёлка Сарыарык (Социализм) на террасе реки Арысь (N 42`29.532`E 068`57.756`) в 2006 году, сделанные казахскими археологами во главе с доктором исторических наук, профессором Александром Николаевичем Подушкиным, по отдельным утверждениям, позволяют отождествить культуру кангюйцев с народами скифского круга[5]. В трёх могилах воинов-номадов, живших около двух тысяч лет назад, найдены керамика (большие кувшины или хумы) и оружие (наконечники стрел, ножи, луки и кинжалы). На керамических кирпичах-таблицах найдены 13 эпиграфических памятников — два почти полных текста и одиннадцать фрагментов[6]. Письменность после дешифровки определена как алфавитная, строчная, арамейская, которая также включает идеограммы. Она маркирует один из восточных диалектов древнеиранского языка. Палеографический и лингвистический анализ культобинского письма показал, что оно датируется II — началом III века н. э., то есть более чем на век древнее так называемых «Старых согдийских писем»[7].